# Gaura occipitală

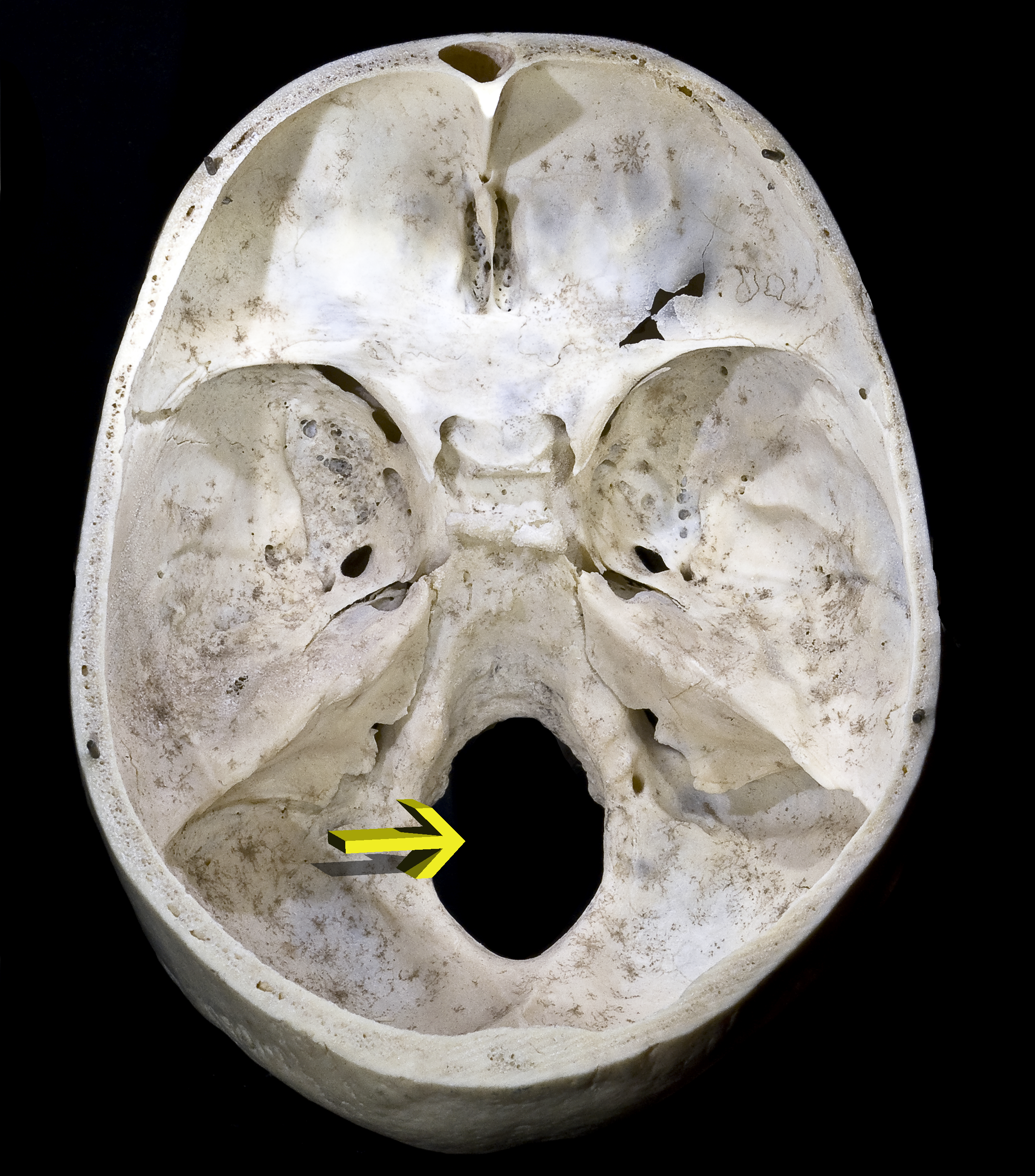
Foramen magnum

Gaura occipitală sau gaura occipitală mare (Foramen magnum) este un orificiu larg aflat pe porțiunea bazilară (Pars basilaris) a osului occipital. Are o formă ovală, alungită antero-posterior și este situată într-un plan aproape orizontal. Prin gaura occipitală canalul vertebral comunică cu cavitatea neurocraniului. Prin gaura occipitală trec bulbul rahidian (Medulla oblongata), arterele vertebrale (Arteria vertebralis), arterele spinale anterioare și posterioare (Arteria spinalis posterior și Arteria spinalis anterior), cei doi nervi accesori (Nervus accessorius). Meningele spinale se continuă la acest nivel cu meningele cerebrale. Ligamentul apical al dintelui axisului (Ligamentum apicis dentis) și membrana tectoria (Membrana tectoria) a articulației atlanto-axoidiane mediane trec prin gaura occipitală pentru a se fixa de porțiunea bazilară a osului occipital (Pars basilaris ossis occipitalis).